# کلیشه‌های قومی اعراب و مسلمانان در آمریکا
کلیشه‌های قومی اعراب و مسلمانان در آمریکا به اشکال گوناگون از سوی رسانه گروهی در فرهنگ ایالات متحده آمریکا پراکنده شده‌اند. تصویرگری کلیشه‌ای مردم عرب خود را اغلب در رسانه گروهی، ادبیات، تئاتر و دیگر اشکال ابراز نظر نشان می‌دهد. این تصویرها که به طور تاریخی و غالب منفی اند، برای آمریکاییان r عرب و مسلمان در زندگی روزمره‌شان تبعاتی در پی داشته است.